# 페일 문
페일 문(Pale Moon)은 커스터마이제이션을 강조하는 오픈 소스 웹 브라우저이다. 모토는 "당신의 브라우저, 당신의 방법"(Your browser, Your way)이다. 마이크로소프트 윈도우, FreeBSD, macOS, 리눅스용 공식 릴리스가 존재하며 다양한 컴퓨팅 플랫폼을 위한 기여된 빌드들이 존재한다.
페일 문은 모질라 파이어폭스의 포크로서 기원하였으나 이후로 최종 분기되었다. 주요 차이점은 사용자 인터페이스, 애드온 지원, 단일 프로세스 모드로 실행 등이 있다. 페일 문은 파이어폭스 버전 4-28 시대의 상당히 커스터마이즈하기 좋은 사용자 인터페이스를 보유하고 있다. 또, 파이어폭스가 더 이상 지원하지 않는 애드온과 플러그인의 일부 유형들을 지원하는데 여기에는 NPAPI 플러그인(어도비 플래시 플레이어 등)과 레거시 파이어폭스 확장 기능들이 포함된다.

## 같이 보기
- K-멜레온
- 시몽키
- XUL
- 웹 브라우저 연표